# B.J. Tyler
Brandon Joel Tyler, detto B.J. (Galveston, 30 aprile 1971), è un ex cestista statunitense, professionista nella NBA.

## Carriera
È stato selezionato dai Philadelphia 76ers al primo giro del Draft NBA 1994 (20ª scelta assoluta).
Divenne famoso per il bizzarro infortunio che lo costrinse a ritirarsi, Tyler si addormentò con un pacco di ghiaccio sul ginocchio causando gravi danni al sistema nervoso e compromettendolo in maniera irreparabile.

## Palmarès
- NCAA AP All-America Third Team (1994)